# Joe Harnell
Joe Harnell, nome completo Joseph Harnell (Bronx, 2 agosto 1924 – Sherman Oaks, 14 luglio 2005), è stato un compositore, pianista e arrangiatore statunitense.
In Italia è conosciuto prevalentemente per le musiche che ha composto per sigle di popolarissime serie televisive e soap opera, tra cui:
- La donna bionica
- L'incredibile Hulk (1978) - Nomination per l'Emmy Awards nel 1982
- California (Knots Landing) (1979)
- Santa Barbara
- Alien Nation
- V - Visitors - Nomination per l'Emmy Awards nel 1983

Tra i tanti artisti con cui ha collaborato, vanno menzionati: Judy Garland, Frank Sinatra, Ella Fitzgerald, Marlene Dietrich, Maurice Chevalier, ha arrangiato interamente un album di Peggy Lee.
Nel 1962 riceve il premio Grammy per la sua versione strumentale di "Fly Me to the Moon - Bossa nova", è il suo maggiore successo (un lavoro realizzato durante la convalescenza dopo un incidente automobilistico), il brano si piazza altissimo nella Billboard Hot 100, la Hit parade Stati Uniti d'America
È stato il direttore d'orchestra del "Mike Douglas Show" dal 1967 al 1973.

## Vita privata
Era il padre dell'artista Jess Harnell.

## Filmografia parziale

### Televisione
- La donna bionica (The Bionic Woman) - serie TV, 30 episodi (1976-1978)
- L'incredibile Hulk (The Incredible Hulk) - serie TV, 73 episodi (1977-1982)
- V - Visitors (V) - miniserie TV (1983)
- New York New York (Cagney & Lacey) - serie TV, 1 episodio (1984)
- A passo di fuga (Hot Pursuit) - serie TV, 3 episodi (1984)
- Santa Barbara - serie TV, 166 episodi (1984-1987)
- Cacciatori di ombre (Shadow Chasers) - serie TV, 10 episodi (1985-1986)
- L'ispettore Tibbs (In the Heat of the Night) - serie TV, 3 episodi (1988)
- Alien Nation - serie TV, 1 episodio (1989)